# Хоронжиха
Хоронжиха (пол. Chorążycha) — село в Польщі, у гміні Янув Сокульського повіту Підляського воєводства.
У 1975-1998 роках село належало до Білостоцького воєводства.